# Climate Central
Climate Central là một tổ chức tin tức phi lợi nhuận chuyên phân tích và báo cáo về khoa học khí hậu. Bao gồm các nhà khoa học và nhà báo khoa học, tổ chức này tiến hành nghiên cứu khoa học về các vấn đề năng lượng và biến đổi khí hậu, và tạo ra nội dung đa phương tiện được phân phối thông qua trang web và các đối tác truyền thông của họ. Climate Central đã được đăng trên nhiều nguồn tin tức nổi bật của Hoa Kỳ, bao gồm New York Times, Associated Press, Reuters, NBC Nightly News, CBS News, CNN, ABC News, Nightline, Time, National Public Radio, PBS, Science American, National Geographic, Science và The Washington Post.
Chủ tịch, Giám đốc điều hành và Nhà khoa học trưởng của Climate Central là Benjamin Strauss (được bầu vào tháng 4 năm 2018 để thay thế Paul Hanle).